# Volcán Suchitán
Volcán Suchitán är en vulkan i Guatemala.   Den ligger i departementet Departamento de Jutiapa, i den södra delen av landet, 80 km öster om huvudstaden Guatemala City. Toppen på Volcán Suchitán är 2 014 meter över havet, eller 912 meter över den omgivande terrängen. Bredden vid basen är 11,8 km.
Terrängen runt Volcán Suchitán är huvudsakligen kuperad. Runt Volcán Suchitán är det ganska tätbefolkat, med 90 invånare per kvadratkilometer. Närmaste större samhälle är Jutiapa, 17,4 km sydväst om Volcán Suchitán. Omgivningarna runt Volcán Suchitán är en mosaik av jordbruksmark och naturlig växtlighet.